# حزب التجديد (الدولة العثمانية)
حزب التجديد (بالتركية العثمانية: Teceddüt Fırkası)‏ كان حزبًا سياسيًا عثمانيًا قصير الأجل.
بعد هزيمة الدولة العثمانية في الحرب العالمية الأولى، فر زعماء حزب جمعية الاتحاد والترقي من الدولة العثمانية. وخلال المؤتمر الأخير للحزب الذي انعقد في الفترة من 1 إلى 5 نوفمبر 1918، قرر أعضاء الحزب الباقون إلغاء الحزب الذي تعرض لانتقادات شديدة من الجمهور بسبب هزيمة الدولة. ومع ذلك، قرروا أيضًا تشكيل حزب جديد باسم مختلف.
تأسس حزب التجديد في 11 نوفمبر 1918. تم نقل أصول الاتحاد وحزب التقدم إلى الحزب الجديد. أصبح رئيس الحزب حسين باشا وهو عضو مجلس الشيوخ العثماني. ومع أن الحزب فقد سلطته التنفيذية السابقة بعد الحرب، إلا أنه كان مجموعة الأغلبية في البرلمان لفترة قصيرة. لكن في 21 ديسمبر 1918، قام السلطان بإلغاء البرلمان. ورغم استمرار الحزب، فقد حُل في 5 مايو 1919 من قبل الحكومة.
انضم بعض أعضاء الحزب لاحقًا إلى القوميين الأتراك وخدموا خلال الجمهورية التركية كأعضاء في حزب الشعب الجمهوري. كما شغل البعض منهم مناصب حكومية مثل توفيق رشدي آراس كوزير للخارجية بين 1925-1938، ورشيد غالب كوزير للتعليم الوطني بين 1932-1933 وشمس الدين كنالطاي كرئيس للوزراء بين 1949-1950.